# Paul Snowden
Paul James Snowden (* 1970 in Auckland) ist ein neuseeländischer Aktionskünstler und Designer.
Er studierte zwischen 1989 und 1998 an der Hochschule für Bildende Künste (HFBK) Hamburg freie Kunst. Noch als Student arbeitete Snowden für die Werbeagentur Springer & Jacoby, wo er von 1989 bis 1991 Art Director war. Seit 1999 lebt Snowden in Berlin. Die Party-, Musik- und Modeszene der Stadt prägt seine Arbeit.

## Grafik
Snowden hat für mehrere Magazine als Art Director gearbeitet. Er hat unter anderem die Ausgabe „Deutschland“ (Nr. 4) des Dummy Magazins gestaltet und bekam dafür den Lead Award des Jahres 2005. Das Cover dieser Nummer kam bei der Platzierung der Cover des Jahres 2005 auf Platz 3. Für Dummy gestaltete er außerdem die Ausgabe „Werben & verkaufen“ (Nr. 13). 
Zusammen mit Liz McGrath gründete er das „New Berlin Fanzine“ Bang Bang Berlin, bei dem er als Art Director tätig war. Das Magazin wurde nach drei Nummern wieder eingestellt. 
Snowden hat über 200 Plattencover gestaltet, meist für deutsche Künstler wie Blumfeld, Boys Noize, Turner, Christoph de Babalon, Dirk von Lowtzow und Daniel Haaksman. Er hat außerdem Poster und Flyer für Clubs, Filme und Veranstaltungen gestaltet.
Für die Internationalen Filmfestspiele Berlin 2009 hat Snowden das Key Visual sowie sämtliche Werbemittel gestaltet.

## Mode
2005 gründete Snowden sein T-Shirt-Label Wasted German Youth. Die T-Shirts sind mit dem Namen des Labels in der Schriftart Futura bedruckt. Später kamen noch andere Motive dazu: The Kids Want Techno, Minimal My Ass, Berlin Wasted Youth, Brooklyn Wasted Youth und Wasted French Fuck. Laut Snowden handelt sein Label „von Hardcore, Punk und elektronischer Musik, von der Schönheit und dem Wahnsinn der Rave-Kultur und davon, was Berlin am besten kann.“
Im März 2011 hat Paul Snowden sein eigenes Bier auf den Markt gebracht. Wasted German Beer ist ein in Bayern gebrautes Bioland-Bier.

## Musik
Snowden betrieb zusammen mit Christoph de Babalon das Plattenlabel Cross Fade Enter Tainment (CFET) für elektronische Musik, genauer „Extreme Electronic Noise“. 1995 veröffentlichte er zusammen mit de Babalon die Split-EP „We Declare War“.

## Kunst
Snowden zeigte bereits verschiedene Einzelausstellungen (u. a. in der Galerie Sandra Buergel in Berlin-Kreuzberg). Zudem etabliert er seine Kunst im öffentlichen Raum. Als ein Turnschuhhersteller zur Fußballweltmeisterschaft 2006 in der Stadt Plakate mit dem Spruch „We came to play“ aufhängte, überklebte Snowden das Wort „play“ mit einem von ihm gestalteten Sticker, auf dem „fuck“ stand.
Snowden hat für verschiedene Firmen wie Nokia, Nike, Lacoste und Absolut Vodka Auftragsarbeiten übernommen.